# Zelas

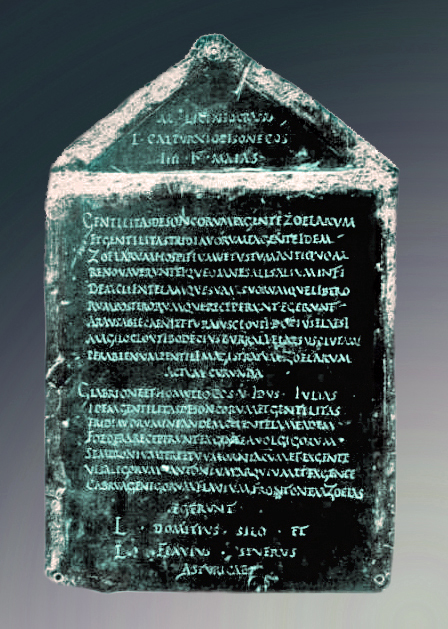
A Tábua dos zelas é um texto jurídico realizado sobre uma placa de bronze (32x24 cm). Encontra-se no Staatliche Museen de Berlim

Os zelas (em latim: zoelae) eram um povo pré-romano da Galécia. Sem ser a sua localização precisa, os testemunhos epigráficos situam-nos na fronteira entre Zamora e Trás os Montes, configurando um dos populi de maior extensão territorial conhecidos da Península Ibérica.. Algumas fontes situam-nos especificamente entre os rios Douro e Sabor, com o centro em Mogadouro
Os zelas foram mencionados por Plínio, o Velho em relação à estima pelo linho que estes produziam:

A Hispânia Citerior tem também um linho de uma brancura extraordinária, pela qualidade das águas do torrente que banha Tarragona, no que se lustra; a sua finura é maravilhosa e é ali onde primeiro descobriram os tecidos de cárbaso. Da mesma Hispânia e há pouco tempo, veio à Itália o linho dos zelas, utilíssimo para as redes de caça; a civitas Zoela é uma da Galécia e está próxima ao Oceano.—  Plínio, o Velho
Os zelas são de origem desconhecida, não se sabe se eram autóctones ou Celtas. Segundo Plínio, o Velho, eram um dos 22 populi dos ástures.

## Vestígios
Os zelas estão também referidos em aras encontradas em Bragança, no Castro de Avelãs. Este povo deixou-nos estelas funerárias decoradas com suásticas circulares, simbolizando o Sol, e com desenhos de animais como o porco e o veado.

### A Tábua de Astorga
No Staatliche Museen de Berlim conserva-se a denominada Tábua de Astorga ou Tábua dos zelas, uma placa de bronze (32x24 cm), de forma quadrangular e coroada por um frontão triangular em cujo interior aparece a data consular.
A Tábua é um texto jurídico que recolhe um pacto de hospitalidade de data não precisada e as suas posteriores renovações datadas nos anos de 27 em Curunda, e 152 d.C. em Astorga, entre dois grupos tribais (gentilitas) do povo dos zelas, os Desoncos e os Tridiavos, no que ambas as partes se incluem reciprocamente na "clientela" da outra parte, assegurando-se proteção e fazendo extensivo este pacto aos seus descendentes. O acordo está avalizado entre outros, por um magistrado dos zelas.
A seguir indica-se o texto que figura na tábua:
| “ | Sob o consulado de M[arco] Licínio Crasso e de L[úcio] Calpúrnio Pisão, quatro dias antes das k[alendas] de maio, a gentilitas dos Desoncos da gens dos zelas e a gentilitas dos Tridiavos da mesmo gens dos zelas renovaram o antigo pacto de hospitalidade e todos eles receberam os outros na fidelidade e clientela sua e dos seus filhos e dos seus descendentes. Atuaram: Arausa, filho de Blacaeno, e Turânio, filho de Clouto; Dócio, filho de Elaesso; Magilão, filho de Clouto; Bodécio, filho de Burralo; Elaesso, filho de Clutamo por meio de Abieno, filho de Pentilo, magistrado dos zelas. Teve lugar em [a cidade de] Curunda. (Ano de 27 d.C.) Sob o consulado de Glavrão e de Hormulo, cinco dias antes dos idos de Júlio, a mesma gentilitas dos Desoncos e a gentilitas dos Tridiavos receberam na mesma clientela e pactos a Semprônio Perpétuo, Orniaco, da gens dos Avolgigos e a Antônio Arquio da gens dos Visaligos bem como a Flávio Frontão, Zoela, da gens dos Cabruagenigos. Fizeram-no L. Domício Silão e L. Flávio Severo em [a cidade de] Asturica. (Ano de 152 d.C.) | ” |